# Портрет Дмитрия Петровича Неверовского
«Портрет Дмитрия Петровича Неверовского» — картина Джорджа Доу и его мастерской из Военной галереи Зимнего дворца.
Картина представляет собой погрудный портрет генерал-майора Дмитрия Петровича Неверовского из состава Военной галереи Зимнего дворца.
Во время Отечественной войны 1812 года генерал-майор Неверовский был шефом Павловского гренадерского полка и командовал 27-й пехотной дивизией во 2-й Западной армии, в Бородинском сражении был контужен и за отличие произведён в генерал-лейтенанты. Во время Заграничных походов был тяжело ранен в Битве народов под Лейпцигом и вскоре умер от заражения крови.
Изображён в генеральском мундире, введённом для пехотных генералов 7 мая 1817 года, — это ошибка художника: Неверовский этот мундир носить не мог, поскольку скончался в 1813 году, и должен быть изображён в общегенеральском мундире образца 1808 года с двумя рядами пуговиц. Слева на груди звезда ордена Св. Анны 1-й степени; на шее крест ордена Св. Владимира 3-й степени; справа на груди крест ордена Св. Георгия 4-й степени, серебряная медаль «В память Отечественной войны 1812 года» на Андреевской ленте и золотой крест за взятие Праги. Подпись на раме: Д. П. Невѣровскiй, Генералъ Лейтенантъ. Возможно что памятная медаль войны 1812 года на галерейном портрете изображена ошибочно — первые документально зафиксированные награждения этой медалью в действующей армии состоялись спустя месяц после смерти Неверовского и, вероятно, он не успел её получить.
7 августа 1820 года Комитетом Главного штаба по аттестации Неверовский был включён в список «генералов, заслуживающих быть написанными в галерею» и 6 ноября 1821 года император Александр I приказал написать его портрет. Аванс Доу был выплачен 1 июля 1822 года и 6 июля 1822 года в Инспекторский департамент Военного министерства поступила записка художника о готовности портрета. 13 марта 1823 года Доу получил оставшуюся часть гонорара. 7 сентября 1825 года готовый портрет был принят в Эрмитаж .
Поскольку Неверовский скончался ещё во время Наполеоновских войн, то должен существовать портрет-прототип, на котором основывался Доу — этот портрет современным исследователям неизвестен. А. А. Подмазо приводит другой портрет Неверовского, указывая в качестве даты его написания начало XIX века, но при этом не сообщает ни его размеров, ни современное местонахождение (портрет находится в собрании Государственного Бородинского военно-исторического музея-заповедника (холст, масло; 55 х 40 см; инвентарный № Ж-116)). Этот портрет композиционно существенно отличается от работы Доу и, вероятно, написан раньше — отсутствует серебряная медаль войны 1812 года; однако на нём изображена звезда ордена Св. Владимира 2-й степени, точные данные о времени награждения Неверовского этим орденом отсутствуют.
В 1840-е годы по рисунку В. Долле с портрета была сделана литография, опубликованная в книге «Император Александр I и его сподвижники» и впоследствии неоднократно репродуцированная. В части тиража была напечатана другая литография — мастерской И. П. Песоцкого по рисунку И. А. Клюквина, отличающаяся незначительными деталями.